# Justicia ekakusuma
Justicia ekakusuma es una especie de planta floral del género Justicia, familia Acanthaceae.
Es nativa de India.